# Home des Rosati
Le Home des Rosati est un foyer établi à Arras destiné à prendre en charge les hommes auteurs de violences conjugales,. Son but est de faire baisser le risque de récidive de ses occupants, et d'éloigner un moment les hommes violents du domicile familial, plutôt que leurs victimes. Fondé en 2008, il s'agit du premier établissement de ce type en France,.

## Le Home

### Histoire
Le Home des Rosati est créé en 2008 à Arras, sur une initiative de la communauté urbaine et du parquet de cette commune, et après trois ans de réflexions et de procédures. Le projet est porté par Jean-Pierre Valensi, procureur au tribunal de grande instance de Arras, et mobilise l'expertise de douze structures, telles que le centre intercommunal de sécurité et de prévention de la délinquance, et des associations d'aide aux victimes.
Pendant l'été 2011, le centre doit fermer pendant un mois à cause de difficultés budgétaires à la suite de l'amenuisement des fonds interministériels de prévention de la délinquance, et à la difficulté de lever des fonds destinés à prendre en charge les hommes violents par ailleurs. Il se porte toutefois mieux en 2014 grâce à plusieurs facteurs ; d'abord, la baisse de son loyer, ensuite, le soutien apporté par la loi pour l'égalité réelle entre les femmes et les hommes de Najat Vallaud-Belkacem, qui prône la mise en place de stages responsabilisant les auteurs de violences intrafamiliales, et enfin, au financement apporté par la direction départementale de la cohésion sociale, la communauté urbaine d'Arras, et le centre pénitentiaire d'insertion et de probation. En 2019, Il est financé par la commune et par l'État.

### Fonction
Marie-Françoise Montel, responsable du centre en 2019, estime que ce dispositif est avant tout une aide aux victimes, car d'une part il fait passer la honte du côté des agresseurs, et d'autre part, il permet aux victimes de se reconstruire chez elles et de ne pas devoir héberger les enfants ailleurs.

## Déroulement du séjour

### Résidents
L'hébergement par le centre est proposé, en tant qu'alternative à l'incarcération, aux hommes auteurs de violences conjugales pour lesquels une mesure d'éloignement de leur famille a été prononcée par un magistrat,. Il est prévu pour les hommes condamnés à des petites peines ou à des peines avec sursis qui n'ont pas la possibilité de résider ailleurs pendant ce temps, et ne concerne pas les cas les plus graves comme celui des meurtriers. Le centre est capable d'accueillir 8 hommes en même temps, et les héberge pour une durée allant de trois semaines à plusieurs mois,.
Le responsable indiquait en 2019 que les hommes arrivent au centre avec une prise de conscience variable. Certains sont dans le déni, d'autres savent avoir "dérapé" mais minimisent la violence de leurs actes, d'autres encore comprennent déjà la gravité de la situation.

### Travail sur la violence
Les auteurs de violences conjugales hébergés dans le centre sont encadrés par des psychologues et des éducatrices de l'association Le Coin familial ,, ainsi que par l'ARS Brunehaut. La durée du séjour est mise à profit pour travailler sur le comportement des résidents. Le but est de leur faire prendre conscience de la gravité de leurs actes, de comprendre les causes de cette violence, et de faire en sorte qu'elle ne se reproduise plus. Chacun est régulièrement convié à un entretien individuel qui est l'occasion pour les auteurs d'exprimer leurs émotions et de se rendre compte des actes commis. Ces entretiens servent aussi à faire un bilan sur les procédures administratives telles que les démarches d'insertion ou les recherches de logement. Des séances individuelles et collectives sont organisées pour réfléchir sur les mécanismes de la violence, il s'agit parfois de cinés-débats où sont projetés des films traitant ces thématiques.

### Règles de vie du foyer
Afin de travailler sur l'apprentissage de la vie en communauté, on impose aux résidents de suivre plusieurs règles. Ils doivent réaliser collectivement des tâches ménagères comme la vaisselle, le ménage et la cuisine, suivant des horaires stricts. Ils doivent aussi prendre part aux repas ensemble et appliquer des règles de politesse, comme ne pas mettre les pieds sur la table ou attendre que tout le monde soit servi avant de manger. De plus, l'établissement interdit l'alcool ; il vise en effet à sortir ses résidents de leur éventuel alcoolisme, ou toxicomanie. La décision judiciaire interdit aux résidents de visiter le domicile familial, mais il leur est permis de contacter leurs enfants. En revanche, il leur est interdit de contacter la victime. Si les occupants ne respectent pas les règles du lieu, ils sont présentés au tribunal et mis en détention.

## Retentissements

### Statistiques
Le home des Rosati a accueilli 600 hommes entre sa création et fin 2019.
Le documentaire La maison des hommes violents indique que sur 500 hommes passés pas le Home des Rosati, le taux de récidive est de 5%, contre 45% pour les auteurs de violences conjugales qui ne passent pas par le centre. La Communauté urbaine d'Arras indique un taux de récidive de 13% pour les hommes passés par ce foyer en 2018.

### Prolongement de l'initiative
À l'occasion du Grenelle des violences conjugales, qui a eu lieu en 2019, Marlène Shiappa est venu visiter le centre. Ce dernier a retenu l'attention du gouvernement, qui envisage de lancer un appel à projets afin de créer deux centres de ce type dans chaque région d'ici 2022,,. L'État pense apporter la moitié du financement nécessaire, tandis que les collectivités locales et des partenaires privés devraient financer le reste.